# Cattedrale di Łódź
La cattedrale di Łódź (in lingua polacca Archikatedra Łódź) è la principale chiesa cattolica situata nella città di Łódź, capoluogo del voivodato di Łódź, in Polonia, ed è dedicata a santo Stanislao Kostka. Dal 1989 ha la dignità di basilica minore.
La costruzione è in stile neogotico.

## Note

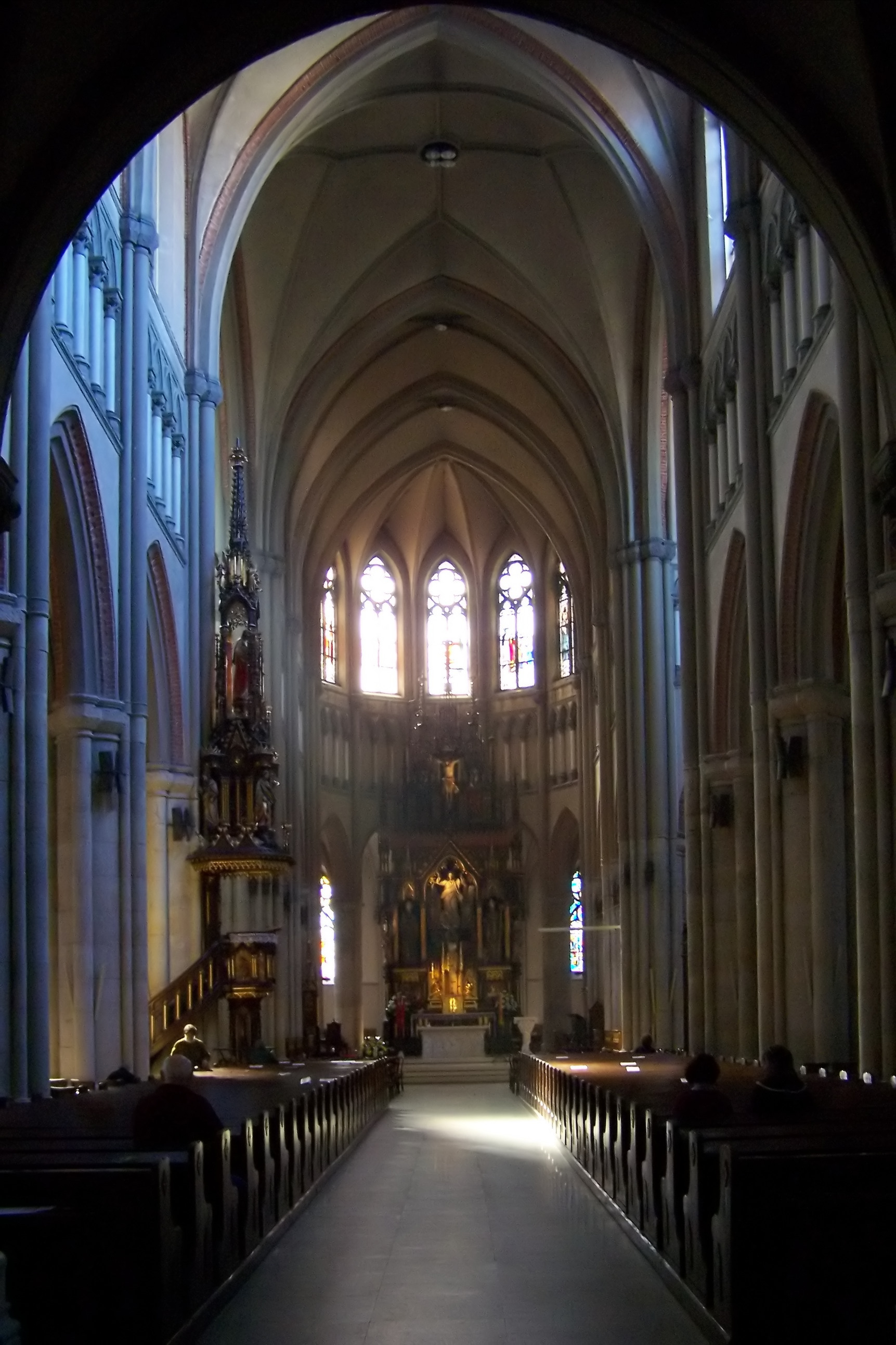
Interno della basilica